# Rafael van der Vaart
Rafael van der Vaart, född 11 februari 1983 i Heemskerk, Nederländerna, är en professionell fotbollsspelare (mittfältare) som 2018 spelade för Esbjerg fB i danska Superligaen innan han gick i pension

## Karriär
Rafael van der Vaart började spela fotboll tidigt. Som liten spelade han i Ajaxs juniorlag och senare i A-laget. Rafael van der Vaart blev år 2001 A-landslagsman och även lagkapten i Ajax. Inför säsongen 2005–2006 gick han till Bundesligaklubben Hamburger SV. Den 4 augusti 2008 meddelades det på van der Vaarts hemsida att HSV och Real Madrid kommit överens om en övergång. Han köptes av Tottenham den 31 augusti 2010. Inför säsongen 2012 såldes han sedan tillbaka till Hamburger SV för nästan 109 miljoner kronor. Karriären fortsatte sedan till spanska klubben Real Betis dit han gick efter sitt kontraktsslut. Sommaren 2016 värvades van der Vaart av danska klubben FC Midtjylland och efter två säsonger med väldigt lite speltid gick han sommaren 2018 till ligakonkurrenten Esbjerg fB.

## Meriter

### Klubb
AFC Ajax
- Eredivisie: 2001–2002, 2003–2004
- KNVB Cup: 2001–2002
- Johan Cruijff Shield: 2002

Hamburger SV
- Intertotocupen: 2005, 2007

Real Madrid
- Supercopa de España: 2008

### Landslag
- VM i fotboll: 2006, 2010 (2:a)

### Individuellt
- Årets fotbollsspelare i Nederländerna: 2001
- Golden Boy: 2003
- Nominerad till Ballon d'Or: 2008 (top 30)